# Mon pays, ma Bulgarie
 (novembre 2017).
Si vous disposez d'ouvrages ou d'articles de référence ou si vous connaissez des sites web de qualité traitant du thème abordé ici, merci de compléter l'article en donnant les références utiles à sa vérifiabilité et en les liant à la section « Notes et références ».
 (novembre 2017).
Mon pays, ma Bulgarie (Cyrillique: Моя страна, моя България) est une chanson patriotique du chanteur bulgare Emil Dimitrov, publiée en 1970. Les paroles de la chanson ont été écrites par Vasil Andreev. Elle a été choisie comme « Chant du siècle » en Bulgarie et est considérée comme un hymne national non officiel[réf. nécessaire] de la Bulgarie.

## Sources citées
1. ↑  (bg) Българска енциклопедия А-Я, БАН, Труд, Сирма,‎ 2002 (ISBN 954-8104-08-3, OCLC 163361648), « Димитров, Емил Димитров (1940-2005) ».